# Ixobrychus dubius
Ixobrychus dubius là một loài chim trong họ Diệc.